# 孔比亞 (馬里)
孔比亞（法語：Koumbia），是馬里的城鎮，位於該國南部，由錫卡索區的約羅索省負責管轄，面積719平方公里，海拔高度308米，2009年人口24,915，人口密度每平方公里35人。